# エワウド・プレティンクス
エウワド・プレティンクス（Ewoud Pletinckx, 2000年10月10日 - ）は、ベルギー・オースト＝フランデレン州ゾッテヘム出身のサッカー選手。ベルギー・ファースト・ディビジョンA・OHルーヴェン所属。ポジションはDF。

## クラブ経歴
2012年にSVズルテ・ワレヘムのユースアカデミーに入所。2018年にトップチームに昇格。2019年1月20日のロイヤル・アントワープFC戦でプロデビュー。4月2日のサークル・ブルッヘ戦ではプロ初ゴールを記録。翌2019-20シーズンより先発に定着。2020-21シーズンはチームキャプテンも任され、23試合2ゴールを記録した。

## 代表歴
2017年からユース世代のベルギー代表に招集されている。